# Craugastor myllomyllon
Craugastor myllomyllon är en groddjursart som först beskrevs av Savage 2000.  Craugastor myllomyllon ingår i släktet Craugastor och familjen Craugastoridae. IUCN kategoriserar arten globalt som otillräckligt studerad. Inga underarter finns listade i Catalogue of Life.